# Vikingprogrammet
Vikingprogrammet var den amerikanska rymdstyrelsen NASA:s program i vilket två obemannade rymdsonder, Viking 1 och Viking 2, 1975 skickades till Mars med avsikt att detaljgranska planeten och bland annat söka efter livstecken. 
Vikingprogrammet är det mest ambitiösa och påkostade Marsprogrammet hittills. Det räknades som mycket framgångsrikt och den information om Mars som rymdsonderna samlade in utgjorde fram till slutet av 1990-talet och början av 2000-talet nästan all samlad information om Mars.
Båda expeditionerna bestod av en satellit som i omloppsbana kring Mars dels fotograferade planetens yta och dels fungerade som kommunikationslänk mellan jorden och den landningsfarkost som sattes ned på Marsytan.

## Uppskjutningen

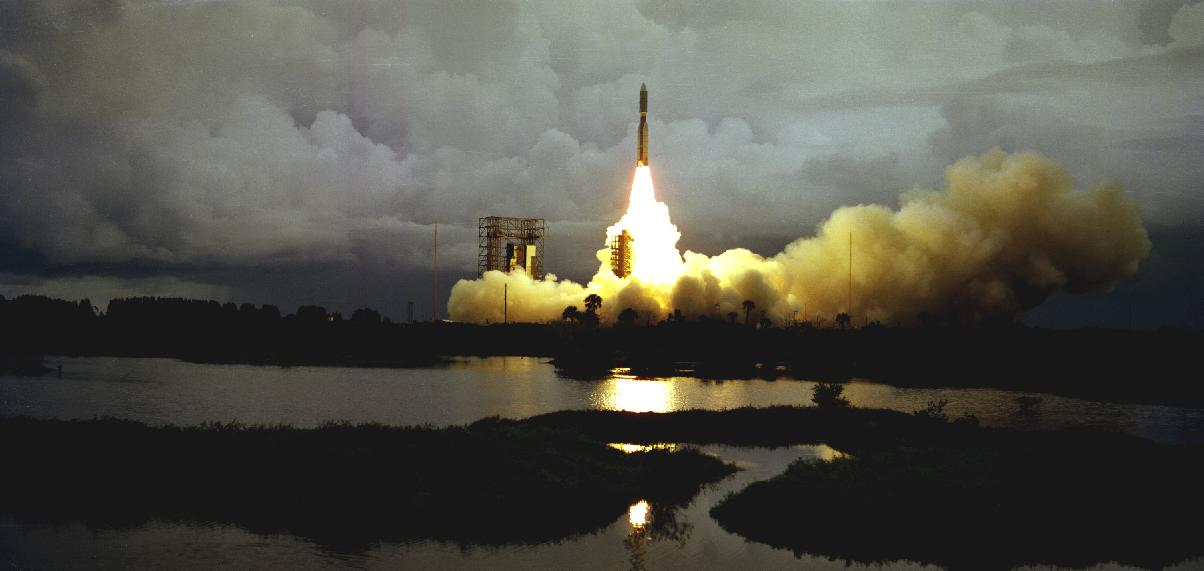
Viking 2 lämnade jorden den 9 september 1975.

Vikingprogrammet växte fram ur Nasas tidigare och mer ambitiösa marsprogram Voyager som ställdes in 1968 (inte att förväxla med Voyagerprogrammet som skickade två rymdsonder till Jupiter och Saturnus 1977). 
Viking 1 sändes iväg den 20 augusti 1975 och Viking 2 den 9 september samma år. De båda rymdfarkosterna bestod av en Titan III-E-raket och en Centaur som det översta raketsteget i vilket satelliten och landaren fanns. En fulltankad Centaur vägde 3 527 kg. Viking 1 nådde Mars den 19 juni 1976 och Viking 2 den 7 augusti samma år.

## Uppgifter på Mars

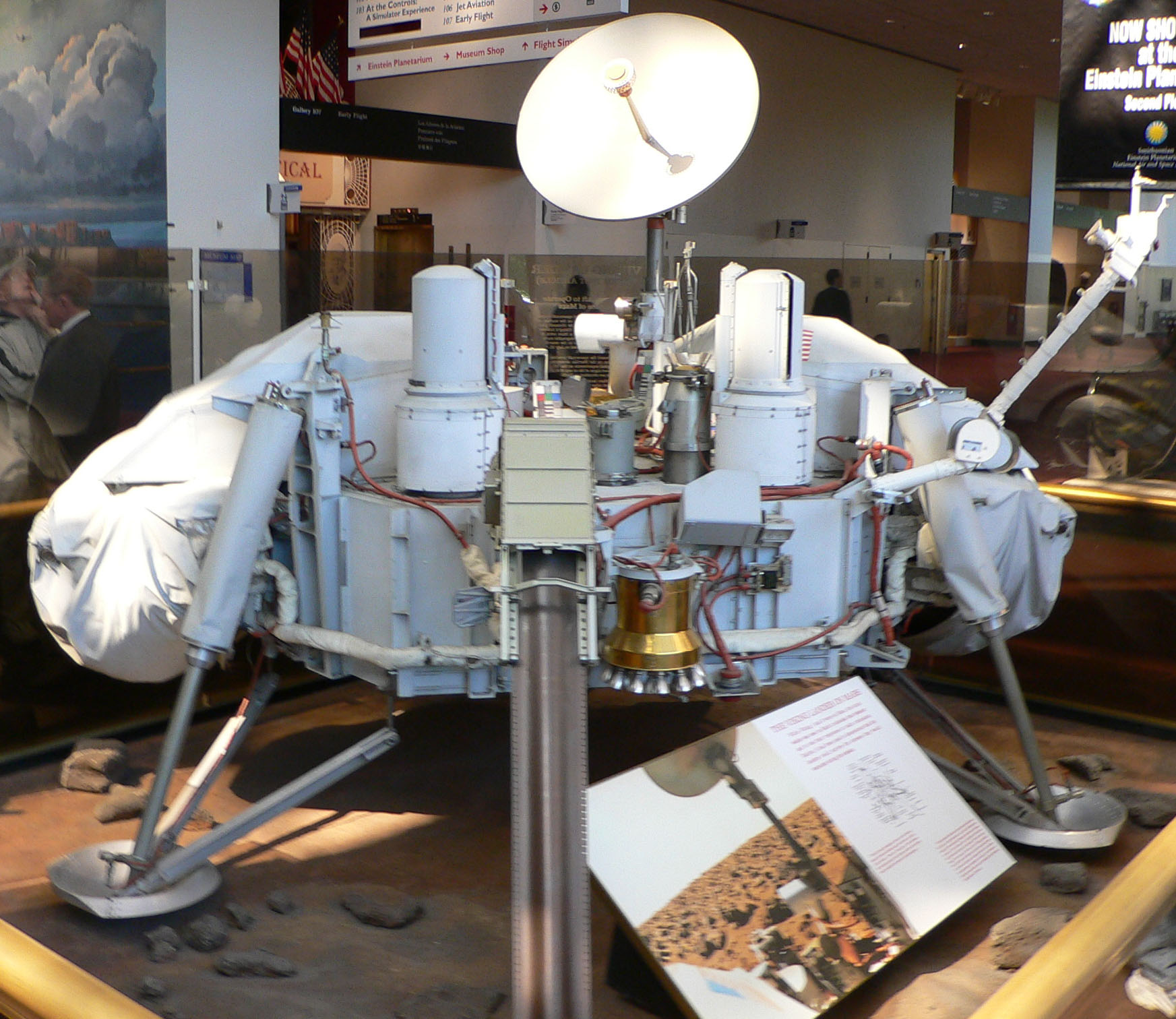
En modell av Viking 2:s landare i Washington D.C.

Sedan satelliten i omloppsbana dokumenterat marsterrängen och en landningsplats valts, avskiljdes landaren från satelliten och skickades ned genom Mars atmosfär för att mjuklanda på den utvalda platsen. Satelliten fortsatte sedan att fotografera Marsytan och Mars två månar Deimos och Phobos medan landarna utförde en rad tester och experiment vid landningsplatsen. Sedan landaren åtskiljts från satelliten vägde landaren omkring 600 kg och satelliten omkring 900 kg.

### Sökandet efter liv på Mars
Förutom att fotodokumentera terrängen omkring sig hade båda landarna med sig utrustning för att utföra biologiska experiment för att hitta tecken på liv på Mars. Det var det första försöket att hitta biosignaturer på en annan planet. De tre experiment som utfördes syftade till att upptäcka förändringar i den kemiska sammansättningen i atmosfäriska gaser omkring ett isolerat markprov som utsattes för olika temperaturer, kemiska ämnen med mer. Genom experimenten hoppades forskarna upptäcka tecken på fotosyntes, metabolism och andra tecken på liv. Experimenten lyckades inte dokumentera något tecken på liv. 
Ett av experimenten gav visserligen positivt utslag men de flesta forskare har sedan dess klassificerat utslaget som ett falskt resultat. Det bör noteras att man på 1970-talet visste betydligt mindre om Mars än vi gör idag och att få idag förväntar sig liv utbrett i stora mängder över hela Mars. Dock var Vikings instrument inte perfekta även om det förmodligen inte fanns liv på den biten av Mars.

## Varaktighet

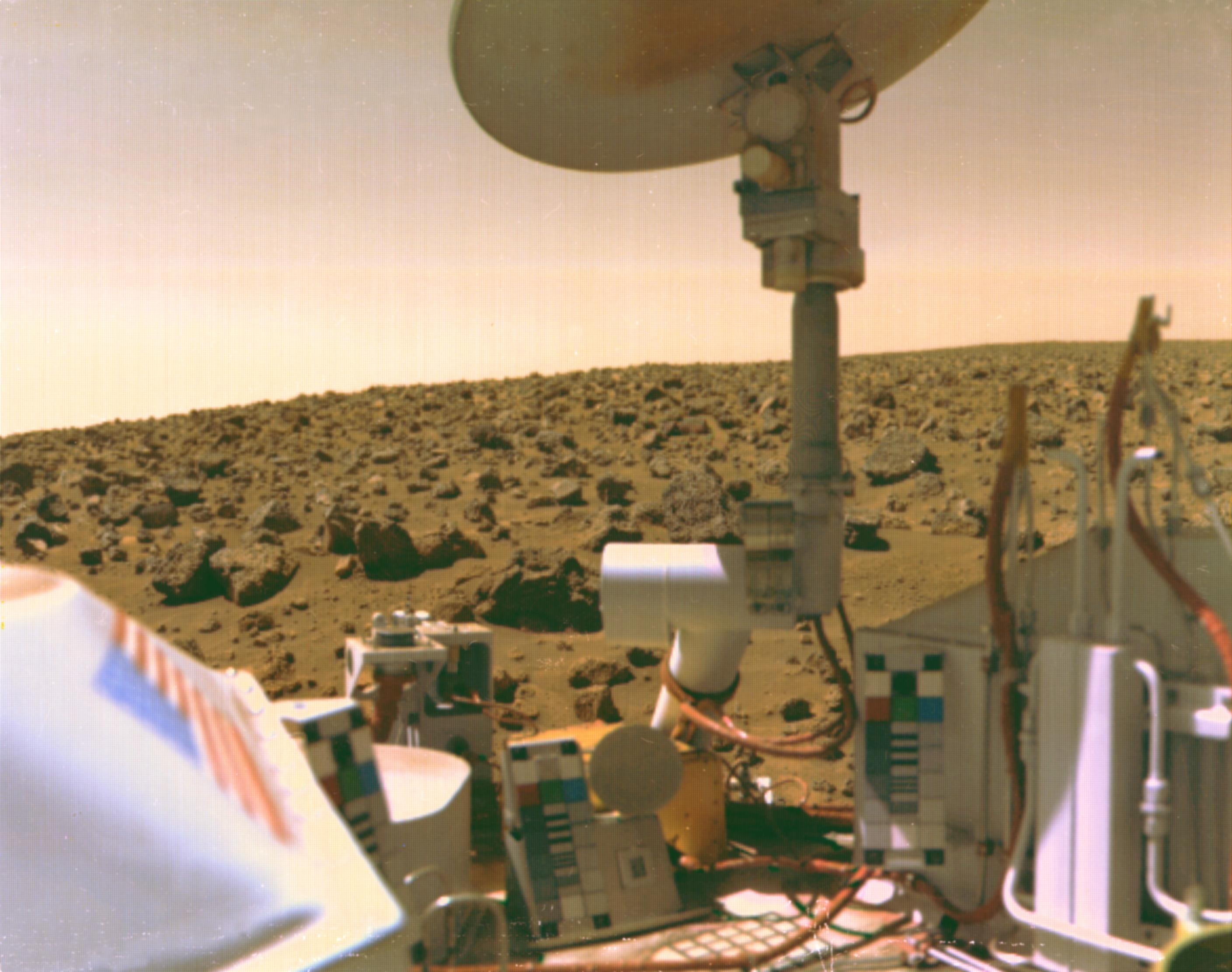
Viking 2 på Mars yta.

Rymdsonderna utformades ursprungligen med en tänkt livstid på 90 dagar. De fortsatte dock att vara operativa betydligt längre. När satellit 2 upphörde att fungera den 7 augusti 1980 hade den på fyra år, en månad och nitton dagar totalt gjort 1 489 varv runt Mars. Satellit 1 slutade fungera den 25 juli 1978 efter ett år, elva månader och arton dagar. 
Båda landarna kunde genom sina termoelektriska plutoniumgeneratorer fortsätta att sända data till jorden ännu längre tid. Landaren Viking 1 skickade sin sista signal den 11 november 1982 efter sex år, tre månader och tjugotvå dagar. Landaren Viking 2 den 11 april 1980 efter tre år, sju månader och åtta dagar. 
Rymdprogrammet i sig lades ned den 21 maj 1983 och hade då totalt kostat omkring en miljard dollar.